# Бізіньяно
Бізіньяно (італ. Bisignano, сиц. Bisignanu) — муніципалітет в Італії, у регіоні Калабрія,  провінція Козенца.
Бізіньяно розташоване на відстані близько 420 км на південний схід від Рима, 75 км на північ від Катандзаро, 25 км на північ від Козенци.
Населення — 10 219 осіб (2014).
Щорічний фестиваль відбувається 2 квітня. Покровитель — San Francesco di Paola.

## Демографія
Населення за роками:

Станом на 1 січня 2023 року в муніципалітеті офіційно проживали 404 іноземці з 40 країн, серед них 194 громадяни країн Євросоюзу та 5 громадян України.

## Сусідні муніципалітети
- Акрі
- Черцето
- Латтарико
- Луцці
- Монграссано
- Сан-Марко-Арджентано
- Санта-Софія-д'Епіро
- Тарсія
- Торано-Кастелло